# Caturano
Caturano è una frazione del comune di Macerata Campania in provincia di Caserta.

## Geografia fisica
La località Caturano dista circa 2 chilometri dal capoluogo comunale. Sorge nella bassa valle del Volturno, a sud di quest'ultimo e a nord dei Regi Lagni, nella vasta pianura Campana, chiusa a nord est dalla catena dei Monti Tifatini, nei pressi del Lagno Gorgone, del Lagno Vecchio e del Lagno di Sant'Andrea.

## Storia
La storia di questo piccolo paese è fondamentalmente legata a quella della vecchia Capua (attuale Santa Maria Capua Vetere). Di qui la storia di una popolazione che fu dominata da longobardi, normanni, svevi, angioini e aragonesi.
Autorevoli testimonianze sul passato di Caturano sono le antiche pergamene di Capua le quali rivelano, secondo il Granata che "il Casale di Catorano" è molto antico ed esisteva nella Terra dei Lanei (Terra dei Lagni), una delle province più antiche del Regno di Napoli, nell'anno 1272, come informano gli strumenti del Monastero di San Giovanni di Capua. Un'altra pergamena di Capua risalente al marzo del 1237 riporta la vendita di un pezzo di terra nel luogo Caturano, vendita effettuata da Roberto da Venafro e Giovanna Carro, coniugi capuani, a favore di tale Adenolfo, tanto per loro che per il famoso Pietro delle Vigne, ricordato da Dante Alighieri nella sua grande opera, “La Divina Commedia”.
Fino al 1811 Caturano aveva una propria amministrazione. Da quel momento in poi, però, esso si è fuso con il comune di Macerata Campania, pur mantenendo una sua identità culturale e una sua tradizione.

## Società

### Santo patrono
Il patrono di questa frazione è San Marcello Martire, e la festa in onore di questo santo cade nella prima fine settimana del mese di ottobre.

### Tradizioni e folclore

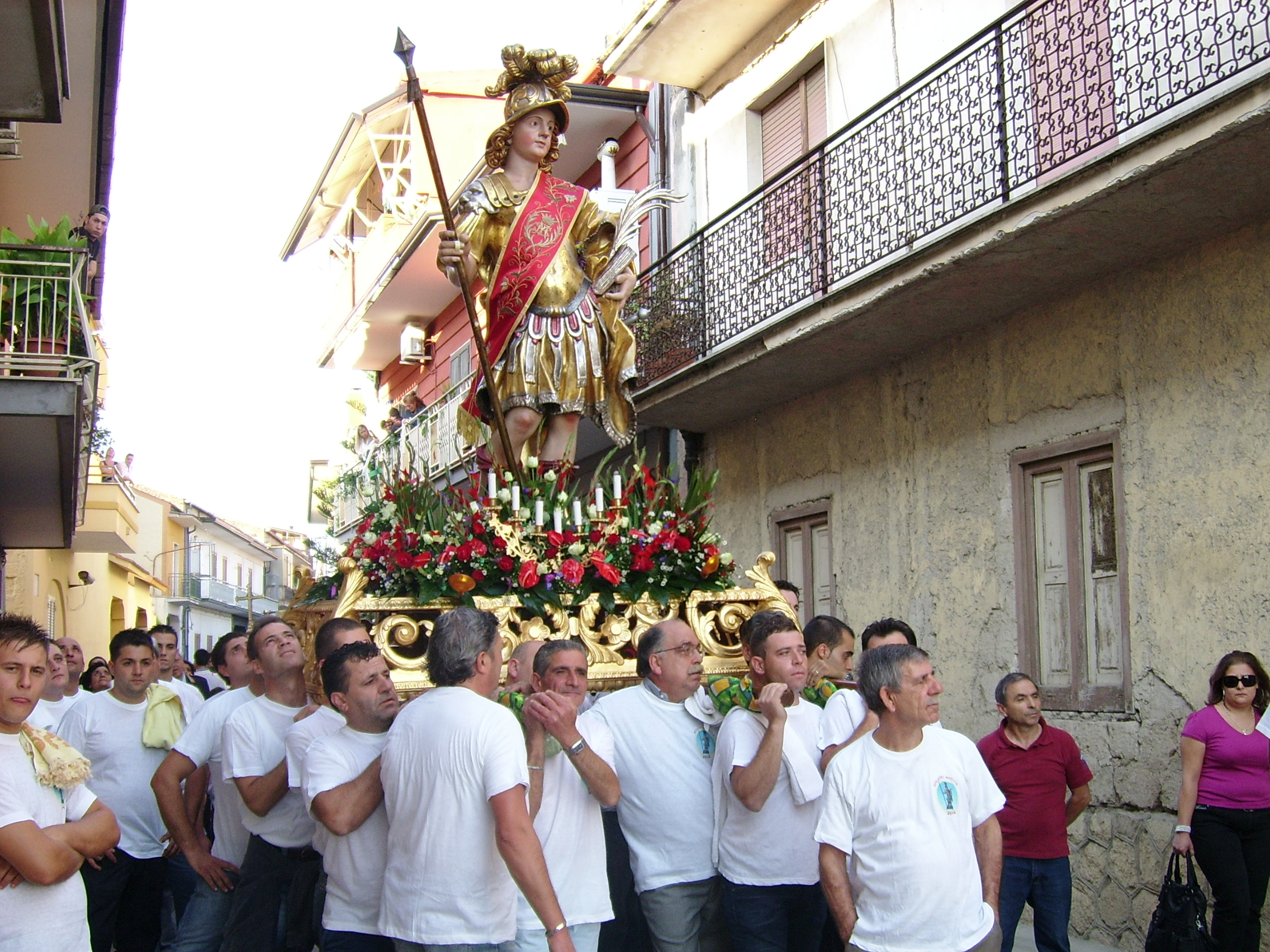
Ogni anno nella prima domenica del mese di ottobre a Caturano, frazione di Macerata Campania, si svolge la processione dedicata a San Marcello martire.

Nella piccola frazione di Caturano è molto instaurata una tradizione religiosa, che porta anche alla rappresentazione di tragedie come quella del santo patrono Marcello martire e quella della sacra rappresentazione del Calvario di Nostro Signore Gesù Cristo.
La tragedia di San Marcello si svolge nell'anno 360 d.C. quando era imperatore in Roma Giuliano Augusto, nipote dell'Imperatore Costantino, detto “l'Apostata”, avendo abiurato l'editto di Costantino, riprese in modo crudele la persecuzione contro i Cristiani. Questa fu forse la più cruenta che la storia del Cristianesimo ricordi, tanto da essere chiamata "l'era dei martiri”.
Marcello era un centurione romano che si ribellò al console di Roma nella città di Capua (attuale S. Maria Capua Vetere). A quei tempi Capua era piena di cristiani, tanto che il Cristianesimo sembrò aver creato la sua roccaforte, al punto da destare vive preoccupazioni per la sorte dell'Impero Romano. Marcello fu prima imprigionato e poi cercarono di fargli abiurare la religione cattolica, ma egli, convinto della strada che aveva intrapreso, non accettò. Così fu decapitato.
In passato la "tragedia" veniva messa in scena con una cadenza decennale, mentre le ultime due rappresentazioni del martirio di San Marcello sono avvenute a pochi anni di distanza l'una dall'altra. La prima, in ordine cronologico, il 2 ottobre 2005, ordinata dal sacerdote di Caturano; l'altra il 2 ottobre 2009, sempre sotto la supervisione del parroco del paese.